# Coupe CECAFA des nations 2003
Navigation
Tanzanie 2002 Éthiopie 2004
La Coupe CECAFA des nations 2003 est la vingt-septième édition de la Coupe CECAFA des nations qui a eu lieu au Soudan du 30 novembre au 10 décembre 2003. Les nations membres de la CECAFA (Confédération d'Afrique centrale et de l'Est) sont invitées à participer à la compétition.
C'est l'Ouganda qui remporte la compétition en s'imposant en finale face à l'équipe du Rwanda. Le Kenya, tenant du titre, se classe quant à lui troisième. C'est le neuvième titre de champion de la CECAFA pour la sélection ougandaise.
Cette édition doit faire face à de nombreuses défections et forfaits de dernière minute. Avant le tirage au sort, les sélections du Burundi, de Djibouti et de Somalie se retirent, évoquant des raisons financières. Ensuite, après le tirage au sort, ce sont les équipes de Tanzanie et d'Éthiopie qui déclarent forfait, cette dernière pour raisons diplomatiques, le tirage l'ayant placé dans la même poule que l'Érythrée (les deux pays entretiennent des relations extrêmement tendues depuis la guerre qui les a opposées entre 1998 et 2000).

## Équipes participantes
- Soudan - Organisateur
- Kenya - Tenant du titre
- Zanzibar
- Rwanda
- Ouganda
- Érythrée
- Tanzanie - Forfait
- Éthiopie - Forfait

## Compétition

### Premier tour

#### Groupe A
| Rang | Équipe           | Pts | J | G | N | P | Bp | Bc | Diff |  | Résultats (▼ dom., ► ext.) |  |     |     |
| ---- | ---------------- | --- | - | - | - | - | -- | -- | ---- |  | -------------------------- |  | --- | --- |
| 1    | Soudan           | 6   | 2 | 2 | 0 | 0 | 7  | 0  | +7   |  | Soudan                     |  | 3-0 | 4-0 |
| 2    | Rwanda           | 1   | 2 | 0 | 1 | 1 | 2  | 5  | -3   |  | Rwanda                     |  |     | 2-2 |
| 3    | Zanzibar         | 1   | 2 | 0 | 1 | 1 | 2  | 6  | -4   |  | Zanzibar                   |  |     |     |
| 4    | Tanzanie forfait |     |   |   |   |   |    |    |      |  |                            |  |     |     |

#### Groupe B
| Rang | Équipe           | Pts | J | G | N | P | Bp | Bc | Diff |  | Résultats (▼ dom., ► ext.) |  |     |     |
| ---- | ---------------- | --- | - | - | - | - | -- | -- | ---- |  | -------------------------- |  | --- | --- |
| 1    | Kenya            | 4   | 2 | 1 | 1 | 0 | 4  | 3  | +1   |  | Kenya                      |  | 1-1 | 3-2 |
| 2    | Ouganda          | 4   | 2 | 1 | 1 | 0 | 3  | 2  | +1   |  | Ouganda                    |  |     | 2-1 |
| 3    | Érythrée         | 0   | 2 | 0 | 0 | 2 | 3  | 5  | -2   |  | Érythrée                   |  |     |     |
| 4    | Éthiopie forfait |     |   |   |   |   |    |    |      |  |                            |  |     |     |

### Demi-finales
| 8 décembre 2003 | Soudan          | 0 - 0 a.p. | Ouganda | Al Merreikh Stadium, Khartoum |  |
|                 |                 |            |         |                               |  |
|                 | Tirs au but 3-4 |            |         |                               |  |

| 8 décembre 2003 | Kenya           | 1 - 1 a.p. | Rwanda     | Al Merreikh Stadium, Khartoum |  |
|                 | Omondi 44e      |            | Lomami 30e |                               |  |
|                 | Tirs au but 3-4 |            |            |                               |  |

### Match pour la3eplace
| 10 décembre 2003 | Kenya                    | 2 - 1 | Soudan              | Al Merreikh Stadium, Khartoum |  |
|                  | Sunguti 24e · Omondi 35e |       | Muhamoud 30e (pen.) |                               |  |

### Finale
| 10 décembre 2003 | Ouganda               | 2 - 0 | Rwanda | Al Merreikh Stadium, Khartoum |
|                  | Lubega 48e · Obua 54e |       |        |                               |

| Vainqueur Coupe CECAFA 2003 Ouganda 9e titre |

## Sources et liens externes
- (en) Feuilles de matchs et infos sur RSSSF